# Можокиярви
Можокиярви — озеро на территории Лендерского сельского поселения Муезерского района Республики Карелия.

## Общие сведения
Площадь озера — 0,5 км². Располагается на высоте 202,0 метров над уровнем моря.
Форма озера продолговатая, вытянуто с севера на юг. Берега озера каменисто-песчаные, местами заболоченные.
Из южной оконечности озера вытекает река Можоки, втекающий в реку Мечелоут.
Населённые пункты возле озера отсутствуют.
Код водного объекта в государственном водном реестре — 01050000111102000010755.